# Colligny-Maizery
Colligny-Maizery es una comuna nueva francesa situada en el departamento de Mosela, de la región de Gran Este.

## Historia
Fue creada el 1 de junio de 2016, en aplicación de una resolución del prefecto de Mosela de 29 de abril de 2016 con la unión de las comunas de Colligny y Maizery, pasando a estar el ayuntamiento en la antigua comuna de Colligny.

## Demografía
| Gráfica de evolución demográfica de Colligny-Maizery entre 1800 y 2013 |
|                                                                        |

Los datos entre 1800 y 2013 son el resultado de sumar los parciales de las dos comunas que forman la nueva comuna de Colligny-Maizery, cuyos datos se han cogido de 1800 a 1999, para las comunas de Colligny y Maizery de la página francesa EHESS/Cassini. Los demás datos se han cogido de la página del INSEE.

## Composición
| Comuna delegada | Código INSEE | Población (2013) | Superficie (km²) | Densidad (hab./km²) |
| --------------- | ------------ | ---------------- | ---------------- | ------------------- |
| Colligny        | 57148        | 377              | 3.61             | 104                 |
| Maizery         | 37432        | 197              | 3.16             | 62                  |